# Andrea Hauksdóttir
Andrea Rán Snæfeld Hauksdóttir (* 28. Januar 1996 in Kópavogur) ist eine isländische Fußballspielerin, die aktuell für den Tampa Bay Sun FC spielt. 2016 spielte sie erstmals in der A-Nationalmannschaft.

## Karriere

### Vereine
Andrea spielte am 10. September 2011 erstmals für Breiðablik Kópavogur in einem Ligaspiel, wobei sie drei Minuten vor dem Spielende eingewechselt wurde. Es blieb ihr einziger Einsatz in der Spielzeit 2011. In der Folgespielzeit kam sie in 12 von 18 Punktspielen zum Einsatz und erzielte am 21. August 2012 bei der 1:3-Niederlage gegen UMF Stjarnan ihr erstes Ligator. In den nächsten Jahren nahm die Zahl ihre Einsätze zunächst zu. So kam sie 2014 und 2015 in allen 18 Ligaspielen zum Einsatz. 2015, 2018 und 2020 konnte sie mit Breiðablik die Meisterschaft erringen. Als Breiðablik an den Qualifikationen zur UEFA Women’s Champions League 2016/17 und 2019/20 teilnahm und sich dort für das Sechzehntelfinale qualifizierte, kam sie aufgrund ihres Studiums in den Vereinigten Staaten weder in der Qualifikation noch in der K.-o.-Runde zum Einsatz.
An der University of South Florida kam sie von 2016 bis 2019 für deren Sport-Team, den South Florida Bulls, in 78 Meisterschaftsspielen in der American Athletic Conference zum Einsatz, in denen sie 18 Tore erzielte.
Im Januar 2021 wechselte sie auf Leihbasis für ein halbes Jahr zum französischen Erstligisten Le Havre AC. Im Mai kehrte sie zu ihrem Stammverein zurück, wechselte nach fünf Spielen jedoch in die National Women’s Soccer League zu Houston Dash, bei dem sie einen Einjahresvertrag erhielt. Für Houston Dash kam sie am 2. August 2021 (11. Spieltag) beim 1:1-Unentschieden im Heimspiel gegen NJ/NY Gotham FC jedoch nur zu einem neunminütigen Kurzeinsatz und im Dezember 2021 endete ihre Zeit dort, da der Verein auf ihre Dienste für die kommende Saison verzichtete.
Im Januar 2022 wechselte sie zum mexikanischen Erstligisten Club América, für den sie vom 22. März bis zum 8. Mai in sechs Punktspielen eingesetzt wurde.
Von April bis Juli 2024 spielte sie in ihrer Heimat für FH Hafnarfjörður und wechselte dann zum Tampa Bay Sun FC in die neue USL Super League.

### Nationalmannschaft
Andrea durchlief ab 2012 die isländischen Juniorinnenmannschaften. Mit der U17 nahm sie im April 2012 an der zweiten Qualifikationsrunde zur Europameisterschaft 2012 teil. Bei einem Turnier in Belgien konnten sie zwar gegen England und die Gastgeberinnen gewinnen, durch eine 0:1-Niederlage gegen die Schweiz verpassten sie aber die Endrunde. Im September unternahmen sie einen neuen Anlauf, konnten beim Turnier in Slowenien aber nur gegen die Gastgeberinnen und Estland gewinnen. Durch eine Niederlage gegen Tschechien waren sie nur Gruppenzweite und als sechstbeste Gruppenzweite verpassten sie knapp die zweite Qualifikationsrunde. Im April 2013 kam sie in der zweiten Qualifikationsrunde für die Europameisterschaft 2013 zum Einsatz. Beim Turnier in Portugal hatten sie nach einem Remis gegen Nordirland und einer Niederlage gegen Finnland keine Chance mehr sich für die Endrunde zu qualifizieren, konnten dann aber immerhin noch gegen die Gastgeberinnen gewinnen und Gruppenzweite werden. Im September konnte sie sich beim ersten Qualifikationsturnier zur Europameisterschaft 2014 mit ihrer Mannschaft mit Siegen Bulgarien und die Slowakei trotz einer Niederlage gegen Frankreich für die zweite Runde qualifizieren. Diese verlief dann im April 2014 wieder unglücklich. Nach Niederlagen gegen Schottland und Russland konnten sie nur gegen die gastgebenden Kroatinnen einen Punkt holen, so dass sie als Tabellenletzte ausschieden. Im September erzielte sie im ersten Qualifikationsspiel zur U19-EM 2015 beim 8:0-Sieg gegen Gastgeber Litauen ihr erstes Länderspieltor. Nach einem 1:0-Sieg über Kroatien erreichten sie trotz der folgenden 1:2-Niederlage gegen Spanien die zweite Qualifikationsrunde. In dieser hatte sie dann im April 2015 ihre letzten Einsätze für die Juniorinnen, wobei nach Niederlagen gegen Frankreich und Russland ein Sieg gegen Rumänien nicht zum Erreichen der Endrunde reichte.
Am 14. Februar 2016 kam sie zu ihrem ersten Einsatz in der A-Nationalmannschaft. Sie gehörte im Freundschaftsspiel gegen Polen der Startelf an und erzielte mit dem 1:0-Führungstreffer in der achten Minute ihr erstes Länderspieltor. Im Turnier um den Algarve-Cup 2016 hatte sie zwei weitere Einsätze, musste dann aber fast zwei Jahre auf den nächsten Einsatz warten. Während eines Trainingslagers im Januar 2018 wurde sie in einem Freundschaftsspiel gegen Norwegen eingesetzt. Im Turnier um den Algarve-Cup 2018 folgten drei weitere Einsätze und dann noch mal zwei im Turnier um den Algarve-Cup 2019. Sie wurde auch für die letzten drei Spiele in der Qualifikation für die EM 2022 nominiert, aber nicht eingesetzt. Die Isländerinnen qualifizierten sich durch einen 1:0-Sieg am letzten Spieltag in Ungarn als einer der drei besten Gruppenzweiten für die EM-Endrunde. Für die ersten vier Spiele der Qualifikation für die WM 2023 wurde sie einmal nominiert, aber nicht eingesetzt. Nachdem sie letztmals im September 20221 nominiert wurde, wurde sie im Februar 2025 wieder für die ersten beiden Spiele in der UEFA Women’s Nations League 2025 nominiert und auch dort wie Anfang April eingesetzt.

## Erfolge
- Isländischer Meister 2015, 2018, 2020
- Isländischer Pokalsieger 2013, 2016, 2018
- Isländischer Superpokalsieger 2014, 2016, 2017, 2019